# A zöld sugár (regény)
A zöld sugár Jules Verne 1882-ben megjelent, kevéssé ismert regénye. A könyvben Belső-Hebridák középső részét járják be hősei, az író rendre be is mutatja a terület történelmét, földrajzát és érdekes látnivalóit.

## Történet
|  | Alább a cselekmény részletei következnek! |

A Zöld sugarat, e ritka természeti jelenséget szeretnék meglátni a regény skót hősei. Pontosabban Helena Campbell jelenti ki őt nevelő testvér nagybátyjainak, Samuel és Sebastian Melvillnek, hogy addig nem megy hozzá az testvérek által kiszemelt férfihoz, a tudós Aristobulus Ursiclos-hoz, amíg nem látta a Zöld sugarat, amelyről épp a Morning Post cikkében olvasott. A Zöld sugár akkor észlelhető, amikor a nap alábukik a tenger vagy óceán mögé, de csak tiszta, pára, felhő mentes időben.
A testvérek Campbellel és a házvezetésüket ellátó Partridge házaspárral útra kelnek Gare-Loch melletti kastélyukból kocsival mennek Helensburghba, onnan vonattal Glasgow-ba, majd a Columbia gőzössel Oban felé hajóztak. A Crinan-csatornán való áthaladáshoz át kellett szállniuk a Columbiáról a kisebb Linnet gőzösre, a csatorna túl végén a Glengarry gőzösre szállva folytathatták útjukat.
Az út nem eseménytelen. Amikor épp lenyugodni készült a nap és remény nyílt a Zöld sugár megpillantására, Helena észrevett egy hullámokkal küzdő kis halászhajót, amelyet beszívni készült a corryvrekani örvény. Követelésére sikerrel mentik meg a rossz helyre tévedt csónakot. A mentés miatt először nem láthatták meg a Zöld sugarat.
Obanba megérkezve kiderül, hogy a férjnek kiszemelt Aristobulus Ursiclos is a városban tartózkodik. A nagybácsik és Helena is összetalálkozik vele. Ursiclost Verne ellenszenves okos-tojásként alkotta meg, mindent tudományos alapon néz, magyaráz, mindent mindenkinél jobban tud. Természetesen a Zöld sugárban sem a szépséget látja, hanem fizikai jelenséget, ahogy a tengert is „élenynek és könenynek vegyi összeköttetése két és fél százalék konyhasóval“ tartja. Nem csoda, hogy a romantikus Helena egyre inkább kerülni kezdte Ursiclost.
A csodás Obanból azonban több sziget és félsziget is takarja a naplemente pontját, ezért a társaság elutazást fontolgat, ám a fogadós maradásra bírja őket, mondván másfél óra kocsiútra van egy megfelelő kilátópont. Helena kedvét a felhős időjárás tovább rontja, napokon át esély sincs a Zöld sugár meglátására.
És eljön a tiszta égbolt napja, a társaság kihajtat a szirtfokra, ám az utolsó pillanatban egy arra haladó kis hajó kéményfüstje épp a naplementét megzavarva száll fel. A hajó fedélzetén Aristobulus Ursiclos. A tartós rosszkedvhez további borús napok társulnak.
Unalmukat elűzendő croqueteznek, Helena egyik ütésére a golyó szerencsétlen módon túlszalad a kijelölt területen, és tönkretesz egy festőállványt is. A festő Oliver Sinclair, a corryvrekani örvényből kimentett férfi.
A következő tiszta égboltos naplementébe egy apró vitorláshajóval Aristobulus Ursiclos siklik be, ezzel a két nagybácsi jóindulatát is elveszíti. A testvérek Helenánál lassabban ébrednek rá, hogy ki is az igazi férj jelölt. Siclair javaslatára elhagyják Obant, Jona szigetére utaznak. Terv szerint Ursiclos nélkül, de nincs hibátlan terv.
A szigeten eltöltött közel egy hét után az időjárás a kedvükre valóra fordul, ám az utolsó pillanatban egy lövés füstje miatt mégsem látják meg a Zöld sugarat. Aristobulus Ursiclos madárra vadászott. Másnap Helena javaslatára Staffa szigetére hajóznak át szigorúan Ursiclos nélkül.
A lakatlan Staffa Fingal-barlangjáról ismert, az utazók is felkeresik. A jó időre várva lassan telnek a napok, de Helena és Oliver remekül érzi magát egymás társaságában. Egyik nap a lány szokásos hosszú sétájára indul az apró szigeten, amire vihar csap le. Mindannyian aggódnak, Sinclair fejébe veszi, hogy a lány a barlangban ragadt, amit a vihar-dagály eláraszt. Oda rohan és valóban, meghallja a lány segélykiáltásait. A nagybácsik minden észérve ellenére behatolt a barlangba, megtalálja a lányt, akivel egy belső, száraz résbe húzódik vissza. Egész éjszaka küzdenek az életükért, a megérkező apály és a csillapodó vihar egy szerencsés pillanatában sikerül kijutniuk.
És másnap naplementekor megláthatták volna a Zöld sugarat, de „a fiatalok tekintete találkozott és mindketten elmerültek egy és ugyanazon szemlélődésbe.“
|  | Itt a vége a cselekmény részletezésének! |

## Szereplők
- Helena Campbell, aki a Zöld sugarat szeretné meglátni, mielőtt férjhez megy, ezzel okozva a könyv cselekményét
- Samuel (Sam) Melvill, Helena nagybátyja, Sib testvére, gazdag skót család sarja, 61 éves[1]
- Sébastian (Sib) Melvill, Helena nagybátyja, Sam testvére, gazdag skót család sarja, 59 éves
- Bess Partridge, házvezetőnő
- Partridge, a Melvillek szolgálója
- Olivier Sinclair, festő, világutazó
- Aristobulus Ursiclos, tudós, csodabogár

## Képgaléria

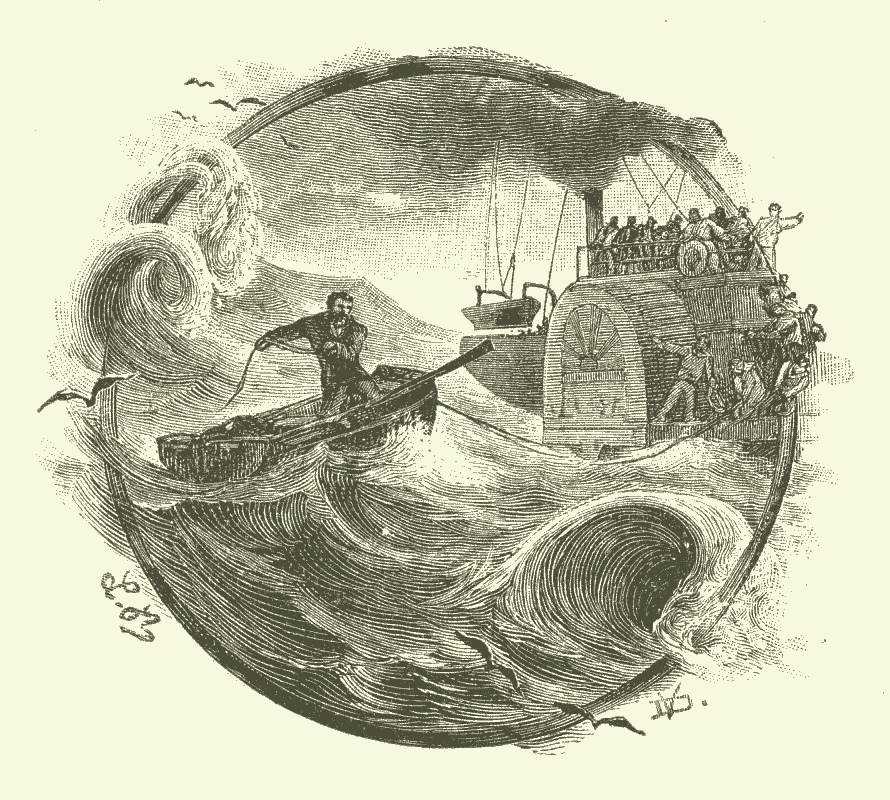
Csónak a corryvrekani örvényben
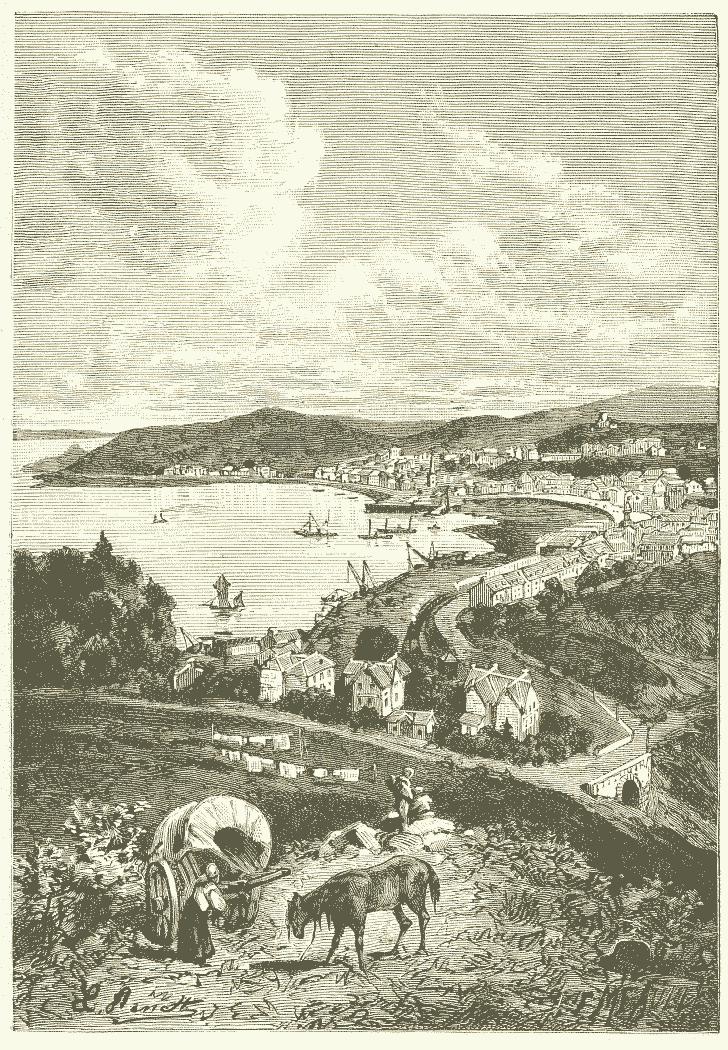
A skóciai Oban falu
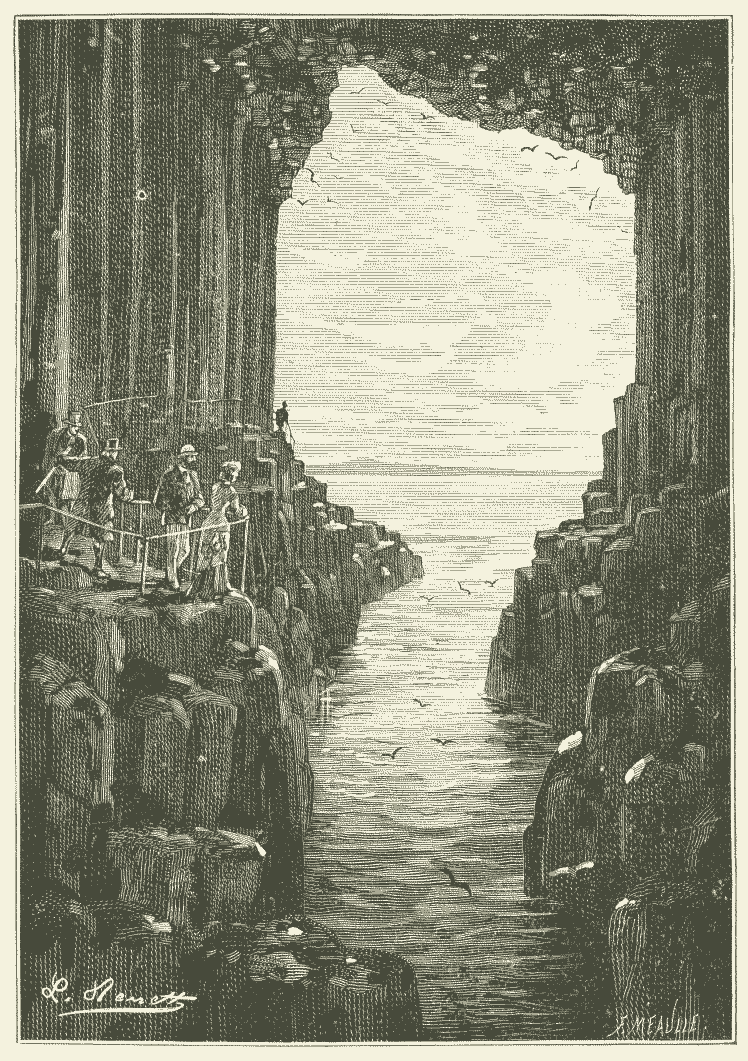
Basalt-barlang a Staffa szigetén
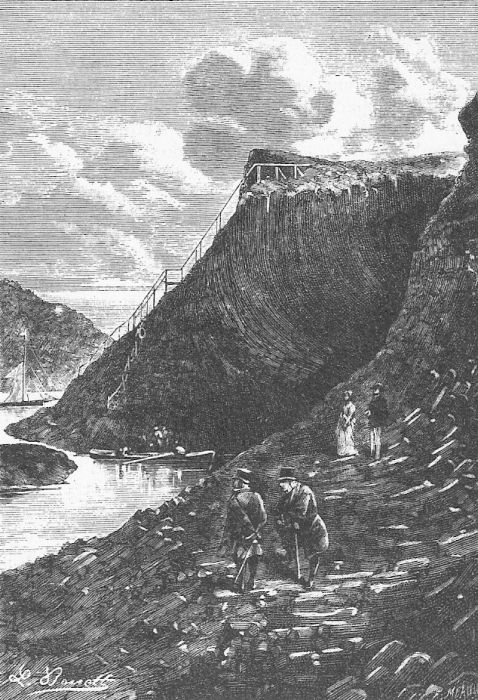
Ez a barlang könnyen megközelíthető
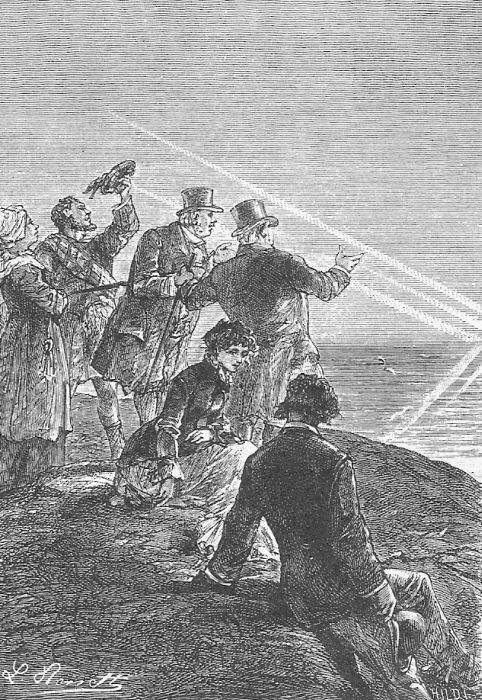
Sem Olivier, sem Helena nem látták...